# Jardin botanique de Neuchâtel
Le Jardin botanique de Neuchâtel (JBN) est une institution muséale de la Ville de Neuchâtel ouverte au public et dans laquelle sont menées des recherches scientifiques. Il se développe sur une superficie de 8 ha composée de milieux naturels, d’espaces gérés en faveur de la biodiversité et de collections botaniques. Deux sites d’importance nationale s’y épanouissent ; l’un de prairies sèches et l’autre pour la reproduction des amphibiens et reptiles.

## Historique
Dernière-née des institutions muséales de la Ville de Neuchâtel (2014), elle puise son origine dans des racines académiques bien plus anciennes. Le premier jardin botanique scientifique est organisé au milieu des années 1880 autour du bâtiment de la 2e académie de Neuchâtel, à l’avenue du 1er-Mars. En 1909, la vénérable maison devient l’Université de Neuchâtel. Ce premier jardin est dévolu à l’enseignement de la botanique pour les étudiants, mais n’est pas ouvert au public. En 1954, sous l’impulsion du professeur Claude Favarger (1913-2006), le Jardin botanique de l’Université déménage sur la colline du Mail, entourant les nouveaux locaux de la faculté des sciences. Moins d’un demi-siècle plus tard, le succès rencontré auprès des étudiantes et étudiants dans le domaine de la géologie et de la biologie provoque la construction de nouveaux bâtiments, obligeant un nouveau déménagement. Le professeur de botanique Philippe Küpfer et le jardinier-chef Edouard Jeanloz convaincront les autorités politiques de sauver les milieux naturels du vallon de l’Ermitage et d’y intégrer le Jardin botanique. Ce jardin, toujours universitaire, sera inauguré en juin 1998, sous la houlette de François Felber, conservateur de 1997 à 2011.
En 2006, l’Etat de Neuchâtel demande à l’Université de réduire ses dépenses. Le Jardin botanique est menacé de fermeture. En octobre de cette même année, l’Association des Amis du Jardin de l’Ermitage (ADAJE) demande le maintien des activités du site et récolte au bas d’une pétition 12'720 signatures qu’elle remet au Conseil d’Etat de Neuchâtel le 14 février 2007. La Fondation du Jardin botanique scientifique et universitaire est créée afin de sauver les acquis. Durant cinq ans des réflexions sont menées entre la Fondation, l’Université et la Ville de Neuchâtel pour sortir de la crise.
Entre octobre 2011 et décembre 2013, Edward Mitchell (Université de Neuchâtel) et Blaise Mulhauser (Ville de Neuchâtel) codirigent le projet. Celui-ci se conclut par une convention signée pour la période 2014-2021 durant laquelle la gestion est confiée à la Ville de Neuchâtel. Le 1er janvier 2014, la Ville de Neuchâtel crée son 4e musée. Le Jardin botanique de Neuchâtel rejoint ainsi le Muséum d’histoire naturelle (MHNN ; 1835), le musée d’art et d’histoire (MAHN ; 1885) et le musée d’ethnographie (MEN ; 1904).

## Description

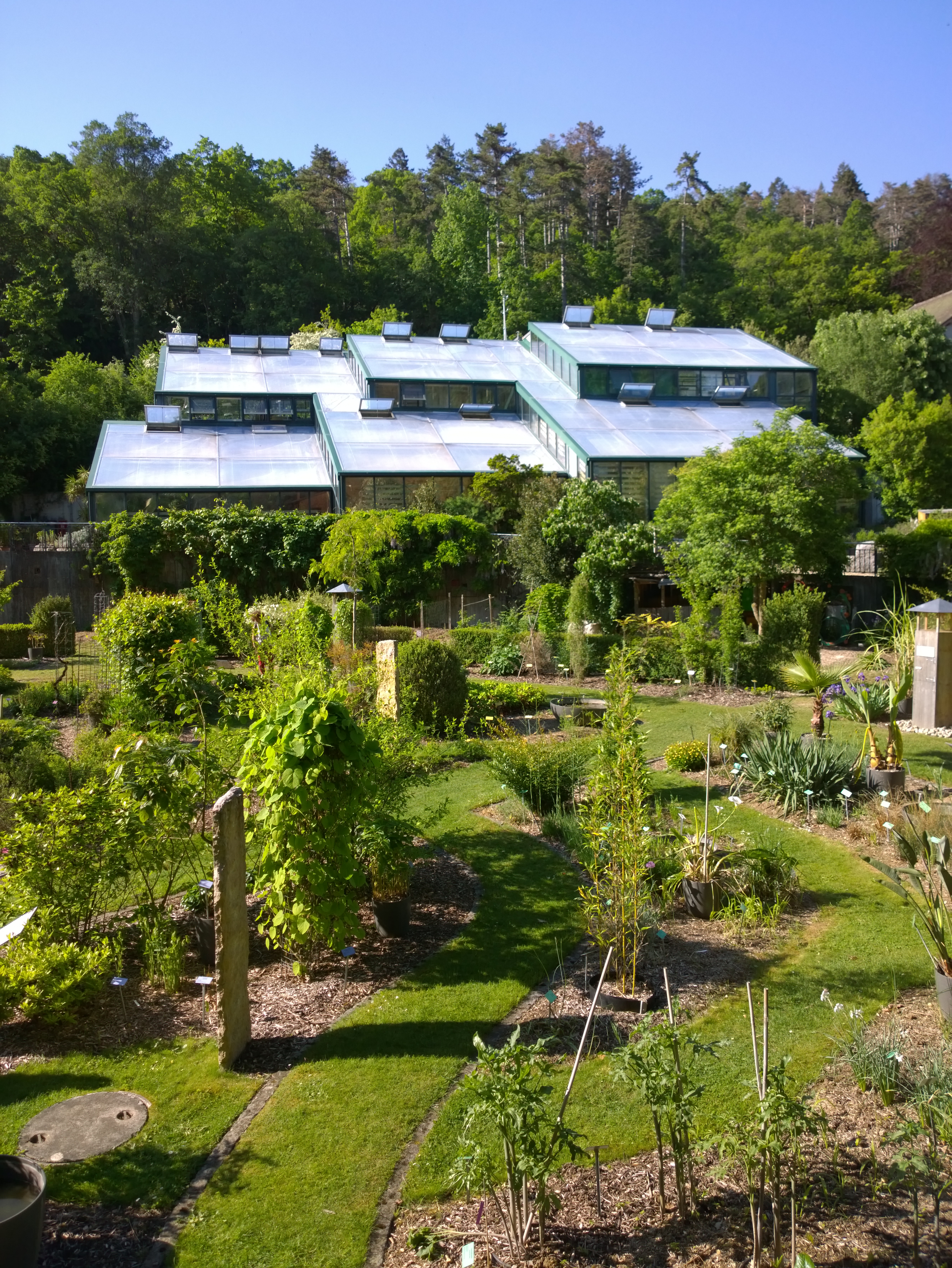
Au premier plan, le Jardin de l'évolution; à l'arrière-plan, les serres.

Lové dans le berceau naturel du vallon de l’Ermitage, le parc de 8 ha est entouré de forêts et de falaises. Il est divisé en trois parties, d’ouest en est : les collections thématiques, les milieux naturels gérés par l’homme et les forêts dont une partie évolue librement. L’ensemble du site est en reconversion de culture biologique depuis 2020.
Huit collections botaniques sont présentées dont sept à ciel ouvert et une consacrée à la flore subtropicale dans des serres. L’ensemble inclut plus de 3000 espèces. Une centaine de familles végétales sont décrites dans le Jardin de l’Évolution. Trois parcours permettent de le découvrir sous un angle différent : l’un consacré à la classification botanique, le deuxième à l’histoire de l’évolution des plantes et le troisième aux symbioses qu’elles entretiennent avec les autres organismes.
Dans le jardin alpin sont présentées les plantes de 8 montagnes d’Europe, de la péninsule ibérique au Caucase, en passant par les Alpes et le Jura. Baptisée Alpinum Claude Favarger, cette collection de 500 espèces rend homme au professeur de botanique spécialiste de la flore des Alpes et qui fut directeur de l’Institut de botanique de l’Université de Neuchâtel entre 1946 et 1983 et recteur de 1965 à 1967.
Une collection de plus de 180 espèces de plantes médicinales est présentée dans le jardin à la française attenant à la Villa qui sert d’espace d’accueil et d’exposition. Ce jardin des simples a la particularité d’organiser les collections en fonction des milieux naturels dans lesquels se retrouvent les plantes de santé. Il permet ainsi de sensibiliser le public à la sauvegarde des habitats.
Les milieux naturels et ceux gérés par l’homme (verger, vigne, prairie de fauche) offrent une variété d’habitats exceptionnelle parmi lesquels une prairie sèche d’importance nationale et un site de reproduction des amphibiens et reptiles inscrit à l’inventaire fédéral. Les falaises et abris sous roche bordant le vallon sont considérés comme zone archéologique cantonale.
Un inventaire réalisé sur le territoire communal de Neuchâtel révèle la présence de plusieurs milliers d’espèces de champignons, plantes et animaux dans le vallon de l’Ermitage. Le Jardin botanique est du reste reconnu comme refuge pour les abeilles sauvages : 48 espèces y ont été observées en une seule journée le 24 juin 2010.

## Missions
Reconnu comme un musée au sens défini en 2007 par l’ICOM, le Jardin botanique de Neuchâtel poursuit quatre missions : l’accueil du public, la gestion de collections patrimoniales, la recherche scientifique et la conservation de la biodiversité.

### Accueil du public
Chaque année un programme de plus de 70 événements est mis en place par l’équipe du Jardin botanique. Il fait la part belle aux expositions thématiques, tant dans le parc qu’à l’intérieur de la Villa, bâtiment de la fin du 19e siècle qui fait office de zone d’accueil et d’exposition ainsi que de café. Parmi les grandes expositions temporaires de plein air, nous pouvons citer « Fleurs d’abeilles » (2013-2014), « Terre d’outils » (2016-2017), « Forêts tropicales. Pour qui sonne le glas (2019) et « Plantes médicinales. Infusions des savoirs » (2020-2021). Une intention particulière est mise à la durabilité et au recyclage des expositions.

### Distinctions
L’institution est reconnue pour ses projets citoyens, inclusifs,multiculturels et intergénérationnels. Elle a obtenu le prix interculturel neuchâtelois 2018 pour son exposition « Objets de cultures. Ces plantes qui nous habitent »
En mars 2021, elle reçoit le prix 2020 de la société suisse de pédologie (étude des sols) pour la création d’une maison des sols dans laquelle on peut découvrir une exposition permanente expliquant l’importance des sols pour la vie.
En 2023, elle obtient le prix Muséum décerné par l'Académie suisse des sciences naturelles, honoré pour son "travail de haute qualité mené par l'institution depuis de longues années".

### Collections
En plus des collections vivantes présentées dans le parc, l’institution gère des séries d’objets patrimoniaux dans le domaine de la botanique (graines, herbiers, etc.), de l’ethnobotanique (droguier, bois de référence, outils, vannerie, etc.) et de la paléobotanique (fossiles).
La collection de miels du monde, riche de près d’un millier d’échantillons, a fait l’objet de plusieurs recherches spécialisées. Elle constitue l'une des parts les plus importantes des collections environnementales de l'institution.

### Recherche scientifique
Agréé par la Confédération suisse comme institut de recherche (code CH 032), le Jardin botanique de Neuchâtel développe des études dans les domaines déjà cités sous la rubrique Collections. Sa partenaire principale est l’Université de Neuchâtel, tant en biologie qu’en anthropologie, sociologie et histoire.
L’accent est mis sur les interactions et symbioses entre les plantes et les autres organismes vivants.
Initiée par le Jardin botanique, les études sur les résidus de pesticides dans les miels ont proposé des approches innovantes et fait le tour du monde. Un travail sur les qualités organoleptiques du miel est également réalisé en collaboration avec la Haute école de Changins.
Au début de l'année 2023, l'institution lance, en compagnie de l'Université de Fribourg et de l'Université de Neuchâtel, la Digital Botanical Gardens Initiative (DBGI), un projet en open source de mise à disposition des données numériques disponibles sur la chimiodiversité des plantes.
Des recherches sur les plantes soignantes sont aussi menées en collaboration avec une équipe internationale multidisciplinaire.

### Conservation de la biodiversité
Entouré des forêts de Chaumont inscrites dans le réseau Emeraude mis en œuvre par le conseil de l’Europe sur recommandation de la Convention de Berne, le jardin botanique est un haut lieu de nature. Sa devise est du reste « Jardin botanique de Neuchâtel. Touchez au cœur de la biodiversité ». Pour la préserver, des études et des mesures de gestion sont mises en place, ainsi que des plans d’action in situ et ex situ pour les plantes menacées et des activités de surveillance de la flore.

### Traditions vivantes
L'institution et son association d'amies et d'amis (ADAJE) sont porteuses de la tradition d'excursions naturalistes en groupe qui est inscrite officiellement sur la liste du patrimoine immatériel dressée par la Confédération suisse.